# Eliminatórias para o Campeonato Africano das Nações de 2025 – Grupo K
O Grupo K das Eliminatórias para o Campeonato Africano das Nações de 2025 foi um dos doze grupos que definiram as equipes que se classificaram para o Campeonato Africano das Nações de 2025. Participaram quatro seleções: África do Sul, Congo, Sudão do Sul e Uganda.

## Classificação
| Pos | Equipe        | Pts | J | V | E | D | GP | GC | SG  | Classificado                           |  |     |     |     |     |
| --- | ------------- | --- | - | - | - | - | -- | -- | --- | -------------------------------------- |  | --- | --- | --- | --- |
| 1   | África do Sul | 14  | 6 | 4 | 2 | 0 | 16 | 5  | +11 | Campeonato Africano das Nações de 2025 |  | —   | 2–2 | 5–0 | 3–0 |
| 2   | Uganda        | 13  | 6 | 4 | 1 | 1 | 8  | 5  | +3  | Campeonato Africano das Nações de 2025 |  | 0–2 | —   | 2–0 | 1–0 |
| 3   | Congo         | 4   | 6 | 1 | 1 | 4 | 4  | 12 | −8  | Eliminado                              |  | 1–1 | 0–1 | —   | 1–0 |
| 4   | Sudão do Sul  | 3   | 6 | 1 | 0 | 5 | 6  | 12 | −6  | Eliminado                              |  | 2–3 | 1–2 | 3–2 | —   |

## Partidas
| 5 de setembro de 2024 | Congo        | 1 – 0     | Sudão do Sul | Estádio Alphonse Massemba-Débat, Brazavile |
| 17:00 (UTC+1)         | Massanga 12' | Relatório |              | Árbitro: MOZ Celso Alvação                 |

| 6 de setembro de 2024 | África do Sul             | 2 – 2     | Uganda               | Estádio Orlando, Joanesburgo |
| 18:00 (UTC+2)         | Foster 14' · Mbatha 90+5' | Relatório | Omedi 51' · Mato 53' | Árbitro: GAB Pierre Atcho    |

| 9 de setembro de 2024 | Uganda                      | 2 – 0     | Congo | Estádio Nacional Nelson Mandela, Campala |
| 19:00 (UTC+3)         | Kayondo 21' · Ssemugabi 85' | Relatório |       | Árbitro: TUN Mehrez Malki                |

| 10 de setembro de 2024 | Sudão do Sul                | 2 – 3     | África do Sul                      | Estádio de Juba, Juba      |
| 15:00 (UTC+2)          | Okello 15' (pen) · Yuel 57' | Relatório | Appollis 17', 45+2' · Mbatha 90+5' | Árbitro: NGR Joseph Ogabor |

| 11 de outubro de 2024 | Uganda     | 1 – 0     | Sudão do Sul | Estádio Nacional Nelson Mandela, Campala |
| 19:00 (UTC+3)         | Mugabi 47' | Relatório |              | Árbitro: CIV Kalilou Traoré              |

| 11 de outubro de 2024 | África do Sul                                            | 5 – 0     | Congo | Estádio Nelson Mandela Bay, Porto Elizabeth |
| 20:00 (UTC+3)         | Mokoena 12', 27' · Aubaas 37' · Foster 52' · Rayners 78' | Relatório |       | Árbitro: MTN Dahane Beida                   |

| 15 de outubro de 2024 | Sudão do Sul | 1 – 2     | Uganda                      | Estádio de Juba, Juba          |
| 15:00 (UTC+2)         | Juma 21'     | Relatório | Omedi 15' · Leku 66' (g.c.) | Árbitro: EGY Ahmed El Ghandour |

| 15 de outubro de 2024 | Congo             | 1 – 1     | África do Sul | Estádio Alphonse Massemba-Débat, Brazavile |
| 17:00 (UTC+1)         | Bassouamina 45+3' | Relatório | Mokwana 33'   | Árbitro: SDN Mahmood Ismail                |

| 14 de novembro de 2024 | Sudão do Sul                 | 3 – 2     | Congo          | Estádio de Juba, Juba      |
| 15:00 (UTC+2)          | Ezibon 31', 45+2' · Elly 84' | Relatório | Ibayi 26', 35' | Árbitro: TOG Aklesso Gnama |

| 15 de novembro de 2024 | Uganda | 0 – 2     | África do Sul                | Estádio Nacional Nelson Mandela, Campala |
| 16:00 (UTC+3)          |        | Relatório | Morena 48' · Maswanganyi 89' | Árbitro: CHA Alhadi Allaou Mahamat       |

| 19 de novembro de 2024 | África do Sul                                    | 3 – 0     | Sudão do Sul | Estádio da Cidade do Cabo, Cidade do Cabo |
| 18:00 (UTC+2)          | Rayners 7' · Maswanganyi 22' · Mokoena 50' (pen) | Relatório |              | Árbitro: SEN Adalbert Diouf               |

| 19 de novembro de 2024 | Congo | 0 – 1     | Uganda      | Estádio Alphonse Massemba-Débat, Brazavile |
| 17:00 (UTC+1)          |       | Relatório | Mutyaba 55' | Árbitro: EGY Mohamed Maarouf               |